# Солнцево (район Москвы)
Со́лнцево — район Москвы, расположенный в Западном административном округе за пределами МКАД, а также соответствующее ему одноимённое внутригородское муниципальное образование. Назван в честь бывшего города Солнцева.

## История
На месте района с XVII века была известна деревня Суково (владение князей Трубецких). В XIX веке рядом с деревней была построена одноимённая станция Брянского направления железной дороги. Долгое время местность была излюбленным местом дачного отдыха у москвичей; в связи с этим 26 сентября 1938 года деревня получила статус дачного посёлка и была переименована в Солнцево. В марте 1965 года была переименована и железнодорожная станция.
В апреле 1969 года дачный посёлок Солнцево был отнесён к категории посёлков городского типа, а 23 февраля 1971 года стал городом областного подчинения. 10 мая 1984 года город Солнцево вместе с рабочими посёлками Западным и Мещёрским, дачными посёлками Переделкином и Чоботами, посёлками Здоровым Отдыхом, Лазенками и Лукином, деревнями Орловом, Суковом, Терёшковом и Федосьином был Указом Президиума Верховного Совета РСФСР включён в состав Москвы; вновь присоединённые к Москве территории образовали Солнцевский район столицы. 22 мая 1984 года во исполнение данного Указа было принято соответствующее решение Мосгорисполкома.
12 сентября 1991 года в связи с очередной реформой административно-территориального деления Москвы Солнцевский район был разделён на муниципальные округа Солнцево, Ново-Переделкино и Внуково, получившими статус районов в 1995 году.
8 мая 2024 года в Новой Москве были упразднены поселения в пользу новых районов, а также произошёл обмен участками территорий существующих районов с вновь образованными. В результате реформы территории поселения Московский Новомосковского административного округа между Киевским шоссе, МКАД, прежней территорией Солнцева и землями, передаваемыми в район Ново-Переделкино, перешли в состав района. На новых территориях района оказались деревни Говорово и Румянцево вместе с одноимёнными станциями метро, а также микрорайон Татьянин Парк.

## Показатели района
По данным на 2010 год, площадь района составляет 1129 га, плотность населения — 10 278 чел./км², площадь жилого фонда — 2058,4 тыс. м².

## Население
| 2002     | 2010     | 2012     | 2013     | 2014     | 2015     | 2016     |
| -------- | -------- | -------- | -------- | -------- | -------- | -------- |
| 85 642   | ↗113 959 | ↗114 962 | ↗117 049 | ↗118 806 | ↗119 584 | ↗122 410 |
| 2017     | 2018     | 2019     | 2020     | 2021     | 2023     | 2024     |
| ↗123 371 | ↗124 797 | ↗126 456 | ↗126 901 | ↘125 645 | ↗127 304 | ↘126 309 |

### Национальный состав
По итогам переписи населения 2020 года проживали следующие национальности (национальности менее 0,1 % и другое, см. в сноске к строке «Другие»):
| Национальность | Численность, чел. | Доля     |
| -------------- | ----------------- | -------- |
| Русские        | 85 473            | 68,03 %  |
| Татары         | 796               | 0,63 %   |
| Украинцы       | 596               | 0,47 %   |
| Армяне         | 452               | 0,36 %   |
| Азербайджанцы  | 451               | 0,36 %   |
| Грузины        | 243               | 0,19 %   |
| Белорусы       | 210               | 0,17 %   |
| Узбеки         | 139               | 0,11 %   |
| Другие         | 37 285            | 29,68 %  |
| Итого          | 125 645           | 100,00 % |

## Транспорт

### Метро, железнодорожный транспорт
Метро на территории района появилось 30 августа 2018 года. Станция «Солнцево» Солнцевской линии и электродепо «Солнцево» расположены в центре Солнцева, станции «Говорово» и «Румянцево» — у границы района.
В границах муниципалитета расположены три железнодорожные платформы Киевского направления Московской железной дороги — Мещерская, Солнечная и Новопеределкино. В 2023 году эти платформы включены в МЦД-4.

### Автобус
| №    | Конечные остановка 1    | Конечные остановка 2         | Станции метро/МЦД/МЦК/железнодорожные                                                                    | Примечания |
| ---- | ----------------------- | ---------------------------- | --- | ---------- |
| 32   | Платформа Мещерская     | Рассказовка                  | Говорово, Боровское шоссе, Новопеределкино                                                               |            |
| с258 | 5-й микрорайон Солнцева | Улица Федосьино              | Солнцево, Боровское шоссе                                                                                |            |
| 274  | Матвеевское             | Пыхтино                      | Аминьевская, Озёрная, Говорово, Боровское шоссе, Новопеределкино, Рассказовка                            |            |
| 275  | 5-й микрорайон Солнцева | Кунцевская                   | Говорово, платформа Мещерская, Кунцевская                                                                |            |
| 330  | Станция Солнечная       | Юго-Западная                 | Солнцево, Говорово, Озёрная                                                                              |            |
| 343  | Платформа Переделкино   | Юго-Западная                 | Новопеределкино, Платформа Новопеределкино, Румянцево, Тропарёво                                         |            |
| 507  | Рассказовка             | Саларьево                    | Новопеределкино, Платформа Новопеределкино                                                               |            |
| 554  | Улица Федосьино         | Крылатское                   | Новопеределкино, Боровское шоссе, Говорово, платформа Мещерская, Рабочий Посёлок, Молодёжная, Крылатское |            |
| 707  | Станция Солнечная       | Саларьево                    | Солнцево                                                                                                 |            |
| 718  | Платформа Мещерская     | Улица Академика Бакулева     | Озёрная, Юго-Западная                                                                                    |            |
| 720  | Саларьево               | Татьянин Парк                | Говорово                                                                                                 |            |
| 734  | Станция Солнечная       | Саларьево                    | Солнцево, Платформа Новопеределкино                                                                      |            |
| 752  | Беляево                 | Солнцево                     | Юго-Западная, Озёрная, Говорово                                                                          |            |
| 767  | Улица Федосьино         | Тёплый Стан                  | Боровское шоссе, Говорово                                                                                |            |
| 793  | 5-й микрорайон Солнцева | Метро «Проспект Вернадского» | Солнцево, Говорово, Озёрная                                                                              |            |
| 862  | Платформа Мещерская     | Станция Солнечная            | Говорово, Солнцево                                                                                       |            |
| Sk3  | Станция Солнечная       | Сколтех                      | Говорово                                                                                                 |            |

Маршруты могут быть изменены в связи с планируемым запуском маршрутной сети «Магистраль».

### Авиация
На территории района функционировала вертолётная площадка «Солнцево» (бывший аэродром экспериментальной авиации). В настоящее время НПО «Взлёт» прекратило своё существование, на его месте построен жилой комплекс «Лучи», а здание «Взлёта» снесено.

## Инфраструктура
В районе действуют две ТЭЦ. На территории района функционируют несколько медицинских учреждений (17-я городская больница, две поликлиники, НПЦ специализированной медицинской помощи детям им. Войно-Ясенецкого, дерматовенерологический диспансер), две библиотеки: № 221 имени Р. И. Рождественского и библиотека № 222, стоматологические клиники, маммологический кабинет, спортивно-оздоровительный центр «СССР», два бассейна. Столовая общественного питания и место для проведения свадебных и иных торжеств открыты в управе района Солнцево.
На улице Богданова, дом 19, строится районный центр «Солнцево» на месте снесённого советского кинотеатра. Строительство было завершено в 2022 году, однако открытие произведено во второй половине 2024 года. 

### Православные храмы
В районе действуют следующие православные храмы:
- Храм преподобного Сергия Радонежского в Солнцеве (улица Богданова, дом 21). Построен в 2011 году. Выполнен в византийском стиле, состоит из верхнего храма во имя преподобного Сергия Радонежского и двух приделов — Ксении Петербуржской и Александра Невского, а также нижнего храма-крестильни во имя святого благоверного князя Владимира[29].
- Храм Казанской Божией Матери в Орлове — Солнцево, (Родниковая улица, д. 12, корп. 1)[30]. Выполнен в традициях владимирско-суздальской храмовой архитектуры, рассчитан на 500 прихожан, общая площадь — более 826 квадратных метров.
- Храм Живоначальной Троицы в Солнцеве (при Научно-практическом центре медицинской помощи детям).

Храмы входят в состав Михайловского благочиния Русской православной церкви.

## Парки, скверы и зоны отдыха
В районе Солнцево находятся два парка (Центральный и 60-летия Октября), сквер «Молодежный», зона отдыха у Малого Солнцевского пруда (бульвар между улицами Богданова и Щорса) и пляж у Мещерских прудов.
Парк «Центральный» — зелёная зона у Большого Солнцевского пруда. В 2018 году парк был обновлён. Решение о благоустройстве территории было принято жителями с помощью голосования на портале «Активный гражданин». В парке построена деревянная терраса у воды, есть детская площадка, зона воркаут.
Парк 60-летия Октября создан в 1977 году. В 2018 году парк стал площадкой фестиваля «Московское кино» в Солнцеве.
Зона отдыха у Мещерских прудов (зона отдыха «Мещерское») представляет собой песчаный пляж с инфраструктурой. В конце 2017 года здесь стартовали работы по благоустройству. Концепция по обновлению территории была поддержана жителями на портале «Активный гражданин». В зоне отдыха почищен пляж, построены деревянная набережная, пешеходная дорожка, настилы и шезлонги, детская площадка.
Сквер «Молодёжный» разбит на пересечении улицы Главмосстроя и Солнцевского проспекта. В 2015 году его благоустроили по просьбе местных жителей.
Зона отдыха у Малого Солнцевского пруда (бульвар «Богданова-Щорса») находится посреди жилой застройки района. В 2019 году на территории были проведены работы в рамках столичной программы благоустройства «Мой район». Здесь обустроены смотровые площадки и крытая сцена, детские площадки и зона для выгула собак.
Сквер рядом с Солнцевским отделом ЗАГС — зона отдыха в Боровском проезде, около Терешковского пруда. Обустроена в 2021 году. В сквере стоят скамейки, фонтан, парковые скульптуры в классическом стиле, ротонда и садовые качели.